# Troy Sanders
Troy Jayson Sanders, född 8 september 1973 i Atlanta, Georgia) är en amerikansk musiker och låtskrivare. Han är mest känd som basgitarrist i progressiv metal/sludge metal-bandet Mastodon från Atlanta Georgia.
Sanders startade som musiker i band som Four Hour Fogger, Knuckle och Puaka Balava innan han blev medlem i grindcore-bandet Social Infestation 1995. År 2000 träffade Sanders Brann Dailor och Bill Kelliher tillsammans med Brent Hinds vid ett "High on Fire Show" och senare bildade de bandet "Mastodon" tillsammans med sångaren Eric Saner. Bandet turnerade i södra USA och framgång skulle följa efter att Saner lämnade bandet och drev Sanders i framkant, inte bara som en basist, utan också som en vokalist, vars uppgifter han skulle dela med Hinds.
År 2012 gick Sanders med i supergruppen Killer Be Killed, grundad av The Dillinger Escape Plan-sångaren Greg Puciato och Soulfly och ex-Sepultura-frontmannen Max Cavalera.

## Diskografi (urval)
Studioalbum med Mastodon
- Remission (2002)
- Leviathan (2004)
- Blood Mountain (2006)
- Crack the Skye (2009)
- The Hunter (2011)
- Once More 'Round the Sun (2014)
- Emperor of Sand (2017)

Studioalbum med Killer Be Killed
- Killer Be Killed (2014)

Studioalbum med Social Infestation
- Redemption Is Only Skin Deep...It's Time to Cut Deeper (1998)
- Lasciate Ogni Speranza (2000)